# Octylsalicylaat
2-Ethylhexylsalicylaat, octylsalicylaat of octisalaat is een organische verbinding die gebruikt wordt als ultravioletfilter in cosmetica en zonnebrandcrème. Ze is de ester van salicylzuur met 2-ethylhexanol.
Octisalaat werkt in het UV-B-gebied. Het beschermt niet tegen UV-A-straling. Het wordt daarom meestal gecombineerd met een of meer UV-filters die ook UV-A-stralen absorberen, zoals benzofenon-3 (dat in dit verband ook bekend staat als oxybenzon) of avobenzon.
Octisalaat is niet ingedeeld als gevaarlijke stof.